# Женская рифма
Женская рифма — разновидность рифмы, при которой ударение падает на предпоследний слог рифмующихся слов.
Это самое простое определение, но более точно следует сказать так: женским окончанием (клаузулой) называют концовку стиха, состоящую из предпоследнего сильного и последнего слабого слога. В квантитативном стихосложении женское окончание — это сочетание длинного и краткого, а в тоническом и силлабо-тоническом — ударного и безударного слогов.

## Происхождение термина
Термин «женская рифма» уходит корнями в классическую французскую поэзию. В старофранцузском языке большинство прилагательных (и некоторые существительные) женского рода заканчивались безударным звуком e. В средние века появилась традиция чередовать стихи с рифмующимися словами женского и мужского рода и стали различать «женскую» и «мужскую» рифмы. Впоследствии эта традиция и терминология перешла в европейскую поэзию, а затем и в русскую. Термины «женская рифма» и «мужская рифма» по сути являются вторыми названиями двухсложной и односложной рифмы, соответственно.

## Примеры
В приведённом стихотворении Пушкина вторая и четвёртая строки объединены женской рифмой:

Он, поравнявшись, поглядел,

Наташа поглядела,

Он вихрем мимо пролетел,

Наташа помертвела.
— А. С. Пушкин, «Жених»
В примере ниже в каждой строке присутствуют только женские рифмы:

Есть речи — значенье,

Темно иль ничтожно,

Но им без волненья

Внимать невозможно,

Как полны их звуки

Безумством желанья!

В них слёзы разлуки,

В них трепет свиданья.
— М. Ю. Лермонтов, «Есть речи — значенье…»
Стихи с женскими окончаниями в строфе могут контрастировать с мужскими стихами (оканчивающимися на сильный слог). Например, у Пушкина в онегинской строфе:

«Мой дядя самых честных пра́вил, (женское окончание)

Когда не в шутку занемо́г, (мужское)

Он уважать себя заста́вил (женское)

И лучше выдумать не мо́г. (мужское)

Его пример другим нау́ка; (женское)

Но, Боже мой, какая ску́ка (женское)

С больным сидеть и день, и но́чь, (мужское)

Не отходя ни шагу про́чь! (мужское)

Какое низкое кова́рство (женское)

Полуживого забавля́ть, (мужское)

Ему подушки поправля́ть, (мужское)

Печально подносить лека́рство, (женское)

Вздыхать и думать про себя́: (мужское)

Когда же чёрт возьмёт тебя́!» (мужское)
— А. С. Пушкин, «Евгений Онегин»
Иногда женским окончанием называют окончание любого стиха, заканчивающегося на слабый слог.
Как на пример исключительного использования одного женского окончания можно указать на «Сказку об Илье-богатыре» Карамзина, многие песни Кольцова и т. п.